# Метт Лашофф
Метт Лашофф (англ. Matt Lashoff, нар. 29 вересня 1986, Іст-Грінбуш) — американський хокеїст, захисник.

## Ігрова кар'єра
Хокейну кар'єру розпочав 2002 року потрапивши до системи з розвитку юніорського хокею США. З 2003 по 2006 виступав за юніорську команду «Кітченер Рейнджерс». 

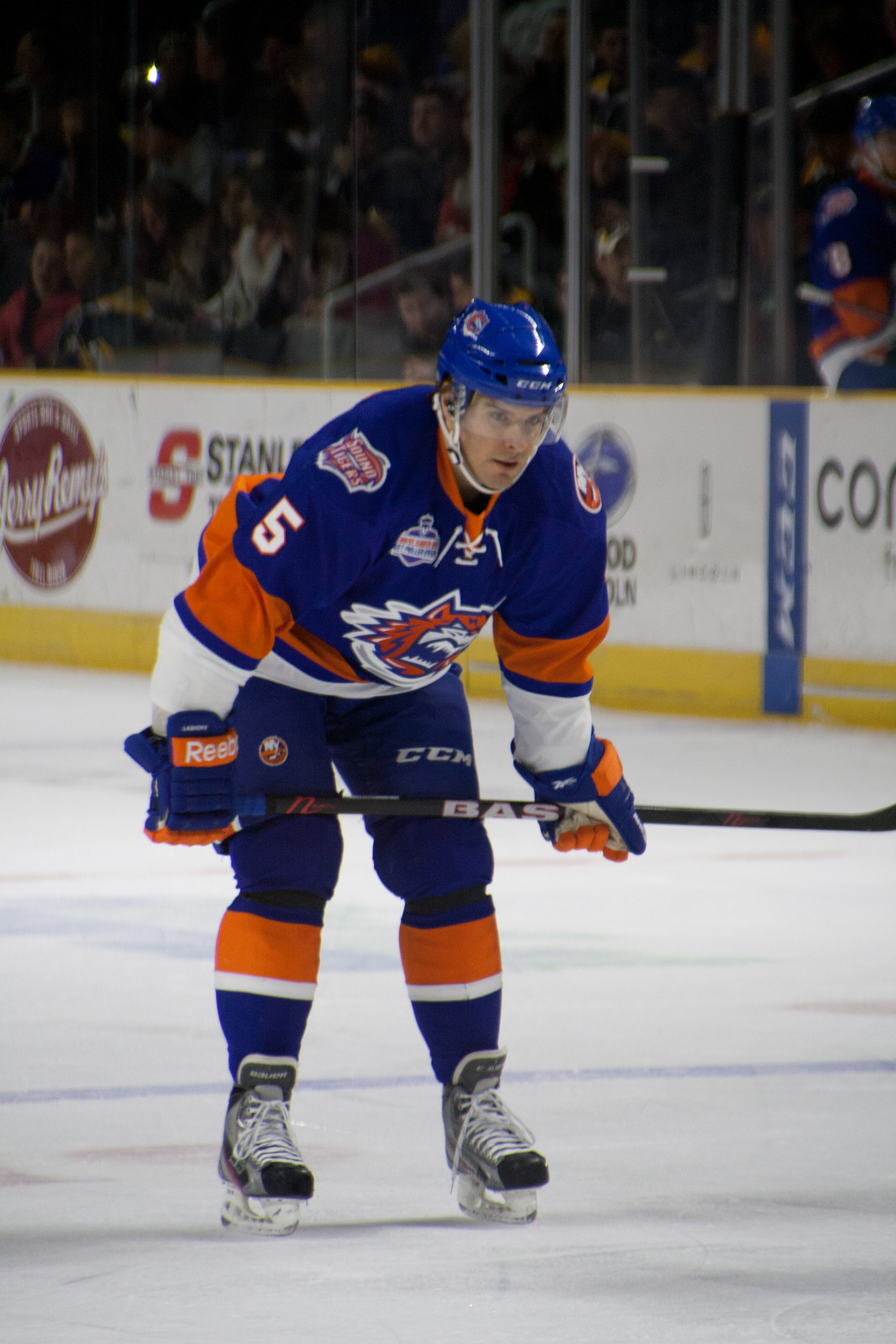
Лашофф у складі «Бріджпорт Саунд Тайгерс» в 2015 році.

2005 року був обраний на драфті НХЛ під 22-м загальним номером командою «Бостон Брюїнс». Не маючи можливості пробитись до «основи» Бостона виступав за фарм-клуб «Провіденс Брюїнс», де і провів більшість часу своєї бостонської частини кар'єри зрідка з'являючись в Бостоні. Зрештою Метта та латвійця Мартіньша Карсумса обміняли на гравця «Тампа-Бей Лайтнінг» Марка Реккі.
27 серпня 2010 Лашофф знову підпадає під обмін цього разу з командою «Торонто Мейпл-Ліфс». Як і в попередніх командах більшу частину часу захисник проводить у фарм-клубі.
3 серпня 2012 Метт, як вільний агент переходить до швейцарського «ЦСК Лайонс».
Відігравши сезон за шведський «Лександ» влітку 2014 укладає однорічний контракт з російським клубом «Металург» (Новокузнецьк), а після цього повернувся до Північної Америки, де два роки відіграв за клуби АХЛ. Кінець сезону 2015/16 Лашофф догравав за німецьку команду «Мангейм».
Завершив кар'єру гравця в складі швейцарського клубу НЛА «Лангнау Тайгерс».

## Музична кар'єра
У травня 2011 випустив сольний альбом "Living on Heart" в жанрі блюз-рок. Як зазначив Метт свій альбом він написав під впливом творчості таких виконавців, як Стіві Рей Вон, Бі Бі Кінг та інших.

## Статистика
| Сезон        | Клуб                      | Ліга         | Регулярний сезон | Регулярний сезон | Регулярний сезон | Регулярний сезон | Регулярний сезон | Плей-оф | Плей-оф | Плей-оф | Плей-оф | Плей-оф |
| Сезон        | Клуб                      | Ліга         | І                | Г                | П                | О                | ШХ               | І       | Г       | П       | О       | ШХ      |
| ------------ | ------------------------- | ------------ | ---------------- | ---------------- | ---------------- | ---------------- | ---------------- | ------- | ------- | ------- | ------- | ------- |
| 2002–03      | США                       | США          | 62               | 3                | 8                | 11               | 67               | —       | —       | —       | —       | —       |
| 2003–04      | «Кітченер Рейнджерс»      | ОХЛ          | 62               | 5                | 19               | 24               | 97               | 5       | 0       | 1       | 1       | 0       |
| 2004–05      | «Кітченер Рейнджерс»      | ОХЛ          | 44               | 4                | 18               | 22               | 44               | 13      | 0       | 3       | 3       | 18      |
| 2005–06      | «Кітченер Рейнджерс»      | ОХЛ          | 56               | 7                | 40               | 47               | 146              | 5       | 1       | 1       | 2       | 12      |
| 2005–06      | «Провіденс Брюїнс»        | АХЛ          | 7                | 1                | 1                | 2                | 6                | 6       | 0       | 0       | 0       | 6       |
| 2006–07      | «Провіденс Брюїнс»        | АХЛ          | 64               | 11               | 25               | 36               | 60               | —       | —       | —       | —       | —       |
| 2006–07      | «Бостон Брюїнс»           | НХЛ          | 12               | 0                | 2                | 2                | 12               | —       | —       | —       | —       | —       |
| 2007–08      | «Провіденс Брюїнс»        | АХЛ          | 60               | 9                | 27               | 36               | 79               | 9       | 0       | 4       | 4       | 6       |
| 2007–08      | «Бостон Брюїнс»           | НХЛ          | 18               | 1                | 4                | 5                | 0                | —       | —       | —       | —       | —       |
| 2008–09      | «Провіденс Брюїнс»        | АХЛ          | 33               | 5                | 16               | 21               | 36               | —       | —       | —       | —       | —       |
| 2008–09      | «Бостон Брюїнс»           | НХЛ          | 4                | 0                | 1                | 1                | 4                | —       | —       | —       | —       | —       |
| 2008–09      | «Норфолк Адміралс»        | АХЛ          | 2                | 0                | 0                | 0                | 2                | —       | —       | —       | —       | —       |
| 2008–09      | «Тампа-Бей Лайтнінг»      | НХЛ          | 12               | 0                | 7                | 7                | 10               | —       | —       | —       | —       | —       |
| 2009–10      | «Норфолк Адміралс»        | АХЛ          | 68               | 8                | 16               | 24               | 105              | —       | —       | —       | —       | —       |
| 2009–10      | «Тампа-Бей Лайтнінг»      | НХЛ          | 5                | 0                | 0                | 0                | 21               | —       | —       | —       | —       | —       |
| 2010–11      | «Торонто Марліс»          | АХЛ          | 69               | 7                | 21               | 28               | 137              | —       | —       | —       | —       | —       |
| 2010–11      | «Торонто Мейпл-Ліфс»      | НХЛ          | 11               | 0                | 1                | 1                | 6                | —       | —       | —       | —       | —       |
| 2011–12      | «Торонто Марліс»          | АХЛ          | 9                | 1                | 4                | 5                | 12               | 8       | 0       | 4       | 4       | 8       |
| 2012–13      | «ЦСК Лайонс»              | НЛА          | 49               | 1                | 9                | 10               | 43               | 12      | 0       | 1       | 1       | 14      |
| 2013–14      | «Лександ»                 | ШХЛ          | 40               | 0                | 6                | 6                | 58               | 3       | 0       | 0       | 0       | 4       |
| 2014–15      | «Металург» (Новокузнецьк) | КХЛ          | 23               | 0                | 2                | 2                | 14               | —       | —       | —       | —       | —       |
| 2014–15      | «Бриджпорт Саунд Тайгерс» | АХЛ          | 11               | 1                | 3                | 4                | 22               | —       | —       | —       | —       | —       |
| 2014–15      | «Портленд Пайретс»        | АХЛ          | 14               | 0                | 0                | 0                | 17               | —       | —       | —       | —       | —       |
| 2015–16      | «Ліхай Веллі Фантомс»     | АХЛ          | 17               | 0                | 2                | 2                | 28               | —       | —       | —       | —       | —       |
| 2015–16      | «Адлер Мангейм»           | ДХЛ          | 3                | 0                | 0                | 0                | 4                | 2       | 1       | 0       | 1       | 14      |
| 2016–17      | «Сан-Антоніо Ремпедж»     | АХЛ          | 19               | 3                | 4                | 7                | 24               | —       | —       | —       | —       | —       |
| 2016–17      | «Лангнау Тайгерс»         | НЛА          | 2                | 0                | 1                | 1                | 2                | —       | —       | —       | —       | —       |
| Усього в НХЛ | Усього в НХЛ              | Усього в НХЛ | 74               | 1                | 15               | 16               | 59               | —       | —       | —       | —       | —       |